# 新田義房
新田 義房（にった よしふさ）は鎌倉時代の武将で、新田氏本宗家の3代総領。新田蔵人。新田義兼の長男で一人息子。若いころは上西門院に仕えた。　新田義貞は来孫に当たる。

## 経歴
建久6年（1195年）に父・義兼に先立って34歳で没した。そのため、祖父・新田義重と父が遺領を継承したばかりの幼少だった子の政義の共同後見役となった。
一方、元久2年（1205年）に父・義兼が上野国新田荘12ヶ郷の地頭を承認されており、祖父の義重が3年前の建仁2年（1202年）に老衰のため死去し、本来ならば新田荘は義兼のものになっているはずなので、義房は以前に死没し、隠居していた義兼がふたたび地頭になり、孫の政義の後見人になったと、「将軍家政所下文」（正木文書）に記されてある。
なお、江戸時代の学者・新井白石は義房の子・新井覚義の末裔とされ、新井氏の発祥地は新田郡新井村（群馬県太田市）とされる。